# Heinz Prüfer
Pour les articles homonymes, voir Prüfer.
Ernst Paul Heinz Prüfer, né le 10 novembre 1896 à Wilhelmshaven et mort le 7 avril 1934 à Münster, est un mathématicien allemand. Il a travaillé essentiellement en algèbre et sur la théorie des groupes.

## Biographie
Prüfer a été confronté aux sciences dès son enfance. Son père avait une formation d'ingénieur et a travaillé pour la marine impériale en tant que secrétaire technique, puis pour le ministère des transports.
Heinz Prüfer a fréquenté le lycée de Berlin-Zehlendorf et a étudié à partir de 1915 à l'université Humboldt de Berlin auprès de Ferdinand Georg Frobenius, Hermann Amandus Schwarz, Paul Koebe et Issai Schur. Il a passé son doctorat sous la direction de ce dernier avec la thèse Unendliche Abelsche Gruppen von Elementen endlicher Ordnung (« Groupes abéliens infinis d'éléments d'ordre fini »).
Il a ensuite été assistant à l'université de Hambourg et à l'université d'Iéna. Là, auprès de Koebe, il a obtenu son habilitation universitaire et a commencé à enseigner pendant deux semestres en 1926 et 1927. En 1927, il est devenu Privatdozent à l'université de Münster. En 1930, il y devient professeur titulaire.
Il est mort à 37 ans seulement d'un cancer des poumons. Dans leur nécrologie, Heinrich Behnke et Gottfried Köthe l'ont décrit comme réservé, très indépendant et consciencieux, par exemple dans ses conférences. Il était marié, mais n'a pas eu d'enfants.

## Travaux
En 1923, dans « Études sur la possibilité de décomposer les p-groupes abéliens dénombrables », Heinz Prüfer a étendu le théorème de structure des groupes abéliens de type fini aux p-groupes dénombrables et a introduit une notion de rang d'un groupe. Dans le théorème de Prüfer (en), il a ainsi donné une condition suffisante pour qu'un p-groupe abélien dénombrable soit somme directe de groupes cycliques et a donné des contre-exemples où ce n'est pas le cas, les groupes de Prüfer.
En 1924 et 1925, dans « Théorie des groupes abéliens »,, il a généralisé les résultats aux modules sur les anneaux principaux et a introduit la notion de topologie de Prüfer.
Prüfer s'est aussi penché sur la théorie algébrique des nombres, la théorie des nœuds, la théorie de Sturm-Liouville, les bases topologiques de la théorie des surfaces de Riemann et la géométrie projective.
Le codage de Prüfer porte aussi son nom. Il l'a utilisé dans une nouvelle démonstration de la formule de Cayley qui donne le nombre d'arbres numérotés pouvant joindre un nombre déterminé de sommets.
On a également donné son nom aux anneaux de Prüfer (en), des anneaux commutatifs (unitaires) intègres dans lesquels tout idéal de type fini non nul est inversible.